# Боровик жовто-коричневий синіючий
Боровик жовто-коричневий синіючий (Boletus appendiculatus Fr. ex Schaeff.) — їстівний гриб з родини болетових — Boletaceae.

## Будова
Шапка 3-12 (20) см у діаметрі, червонувато-жовтуватокоричнева, тонкоповстиста або волокниста, від дотику рудіє. Шкірка не знімається. Пори жовті, від дотику синіють. Спори 10-15 ⨯ 4-5 мкм. Ніжка 3-10(15) ⨯ 1-4(6) см, жовта, потім червонувата, із світлою жовтою сіткою. Спорова маса коричнювато-оливкувата. Ніжка 3-10(15) ⨯ 1-4(6) см, жовта, потім із світлою жовтуватою сіткою, з коренеподібним підземним виростом. М'якуш щільний, жовтий, у ніжці біля основи червонуватий, при розрізуванні синів, з приємним смаком і запахом.

## Поширення та середовище існування
Поширений на Поліссі, у Прикарпатті та в Лісостепу. Росте у листяних (дубових, переважно букових) лісах; у червні — жовтні.

## Практичне використання
Боровик укорінений має відмінні смакові якості, він належить до грибів першої категорії. Використовують свіжим, про запас сушать.